# Kirchenregion Sardinien

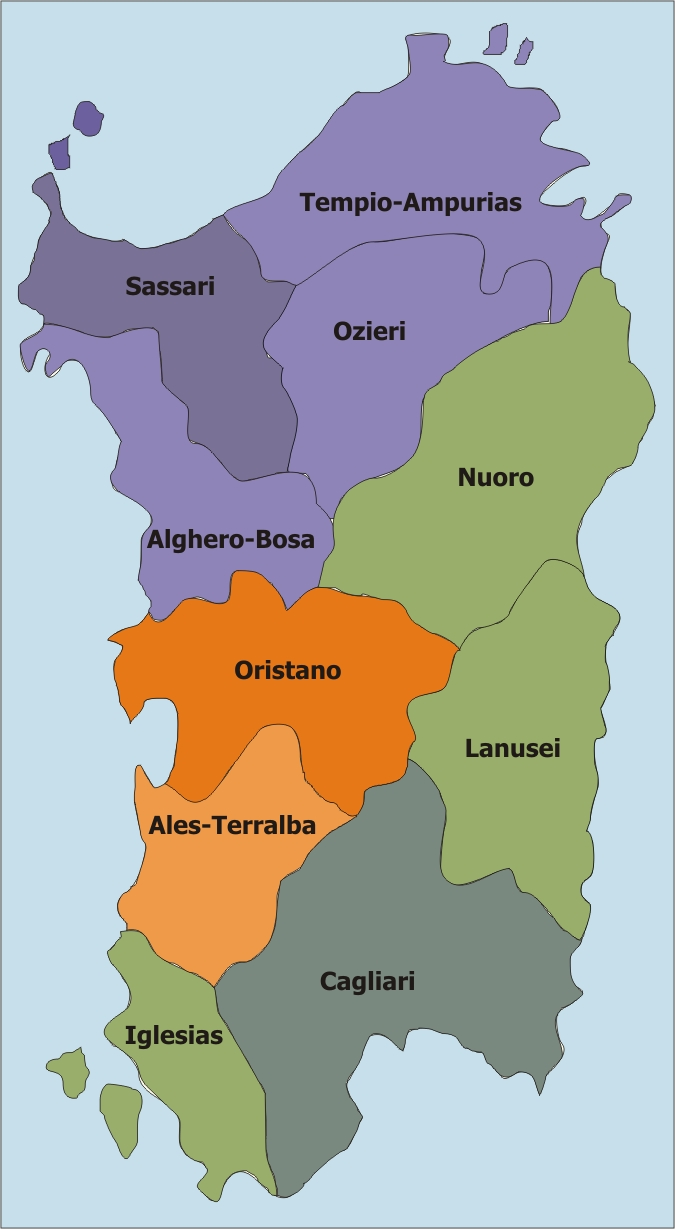
Kirchenregion Sardinien

Die Kirchenregion Sardinien (ital.: Regione ecclesiastica Sardegna) ist eine der 16 Kirchenregionen der römisch-katholischen Kirche in Italien. Sie umfasst drei Kirchenprovinzen mit insgesamt zehn Diözesen.
Die Kirchenregion Sardinien ist in insgesamt 618 Pfarreien unterteilt. Dem Klerus der Katholischen Kirche in Sardinien gehören 854 Weltpriester, 247 Ordenspriester und 73 ständige Diakone an. Mehr als 99 % der Bewohner Sardiniens gehören der römisch-katholischen Kirche an.
Territorial entspricht die Kirchenregion Sardinien der italienischen Region Sardinien.

## Kirchenprovinz Cagliari
- Erzbistum Cagliari

1. Bistum Iglesias
2. Bistum Lanusei
3. Bistum Nuoro

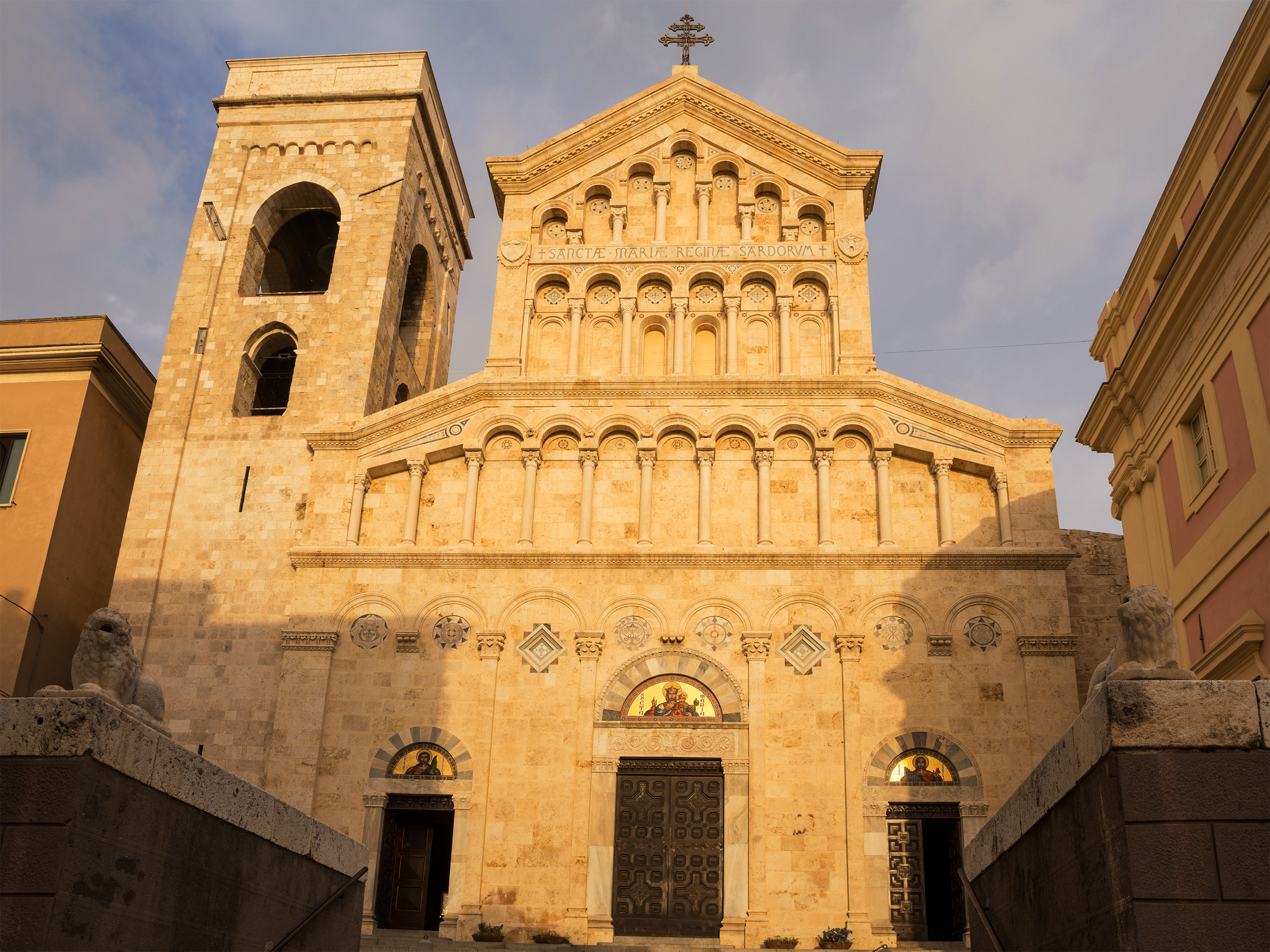
Der Dom von Cagliari,
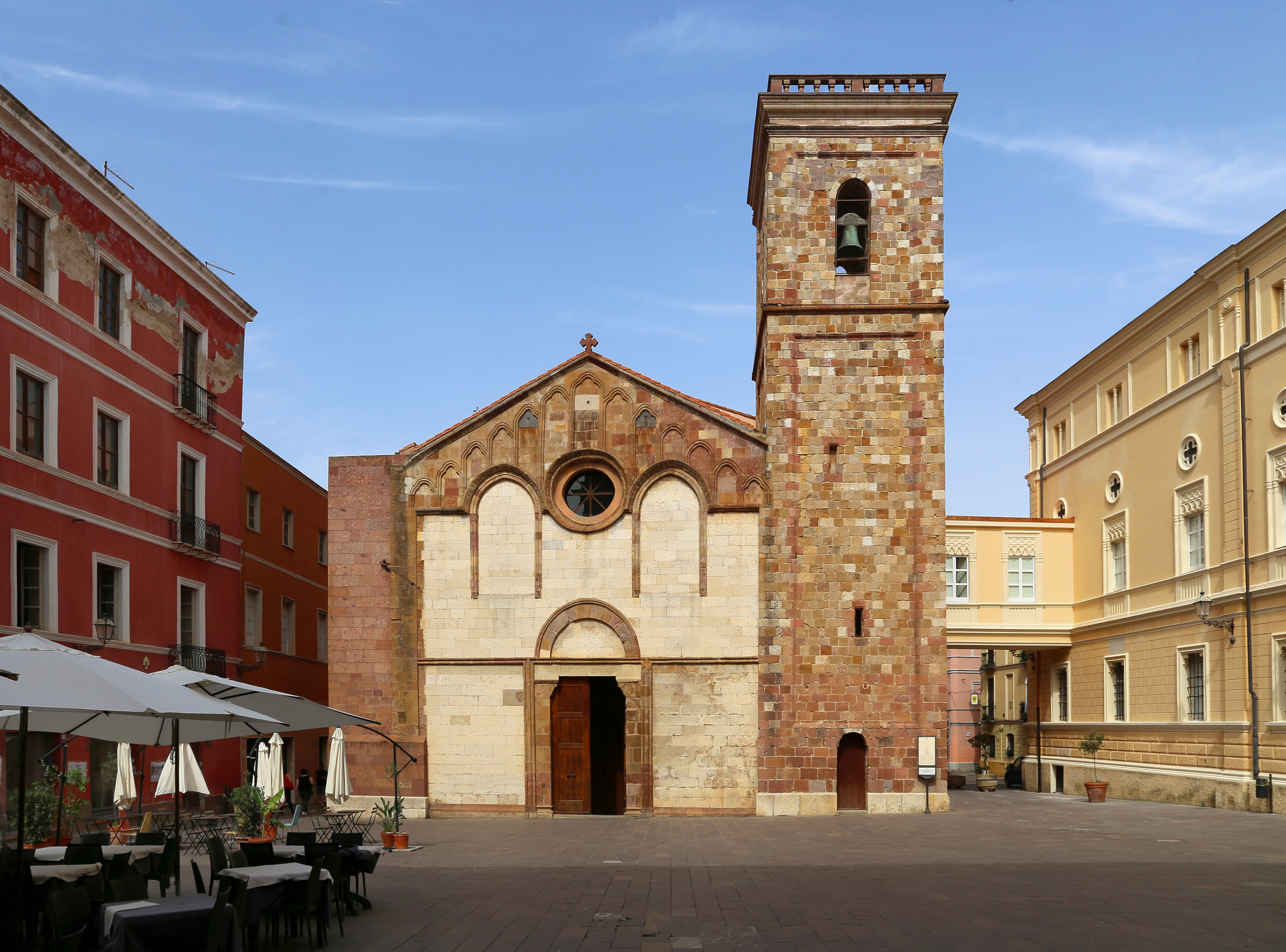
… Iglesias,
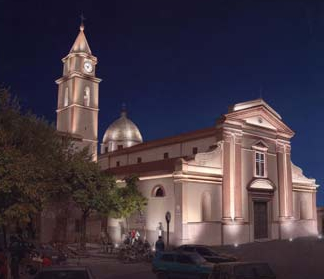
… Lanusei
… und Nuoro.

## Kirchenprovinz Oristano
- Erzbistum Oristano
  - Bistum Ales-Terralba

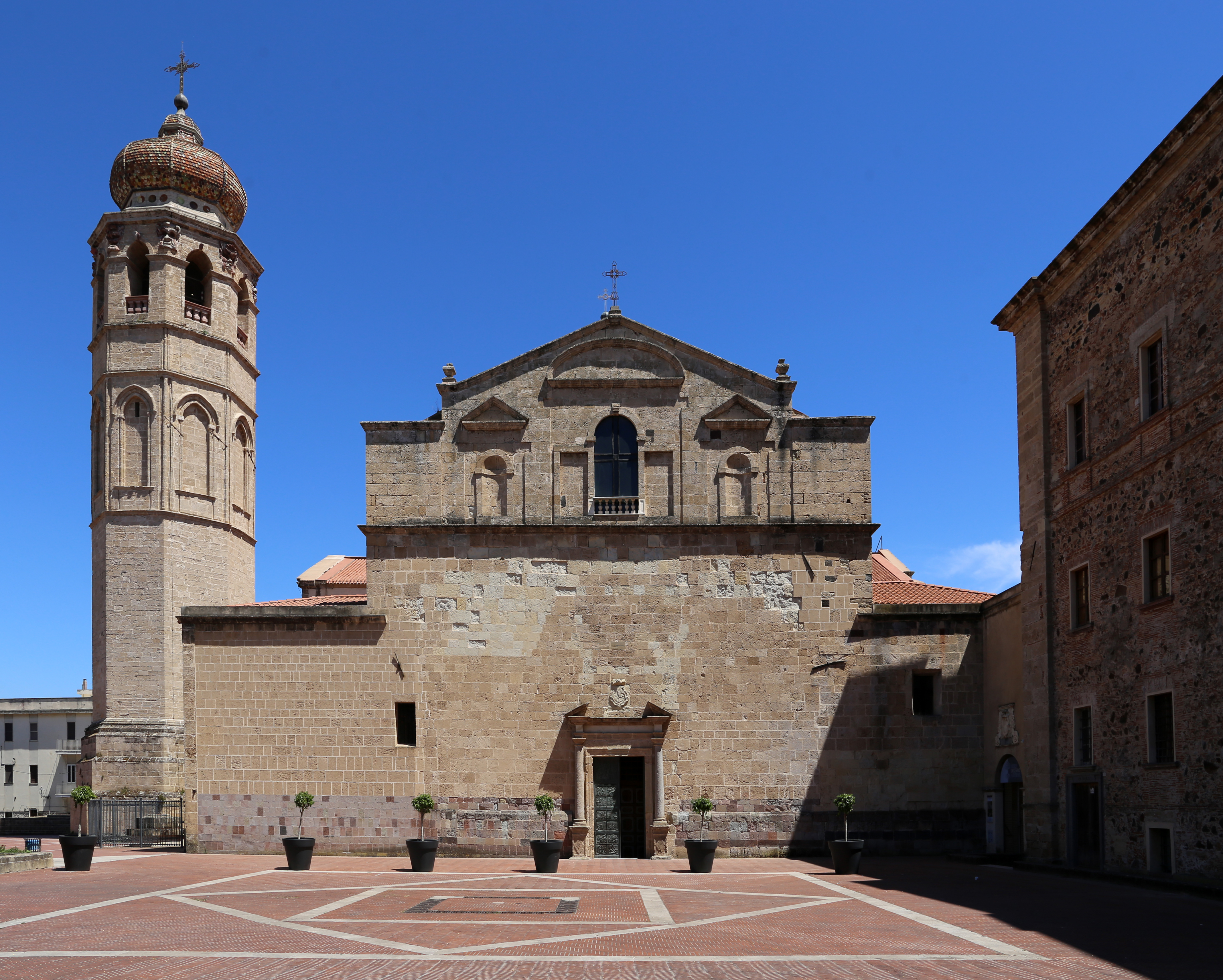
Der Dom von Oristano
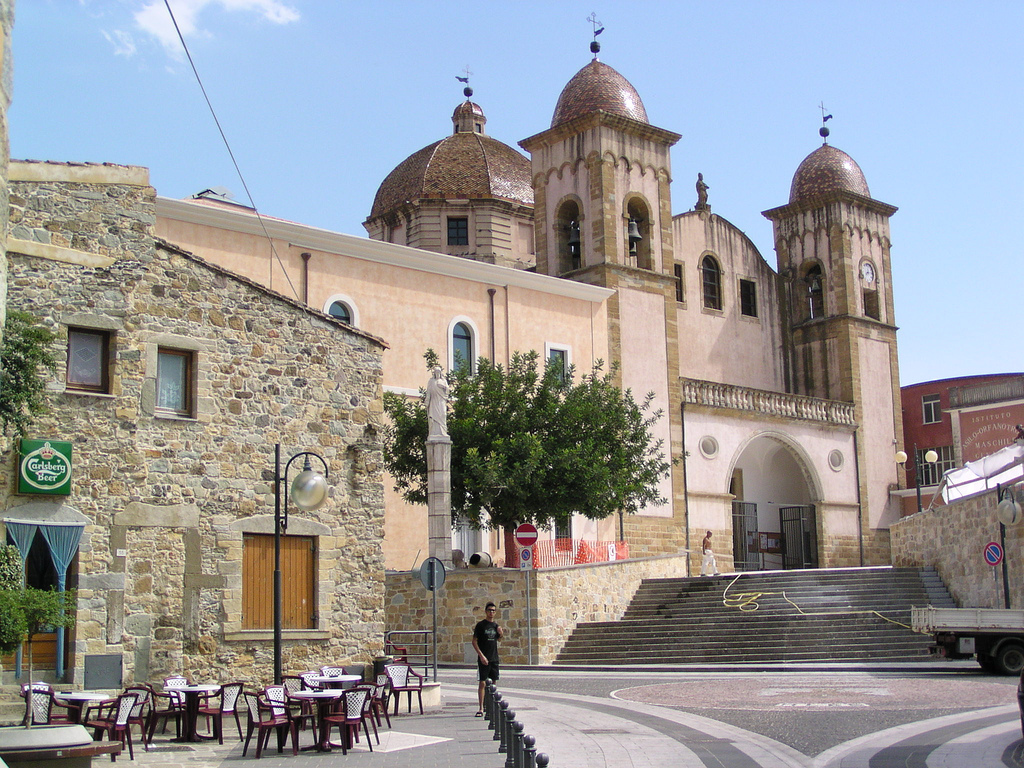
… und Ales

## Kirchenprovinz Sassari
- Erzbistum Sassari

1. Bistum Alghero-Bosa
2. Bistum Ozieri
3. Bistum Tempio-Ampurias

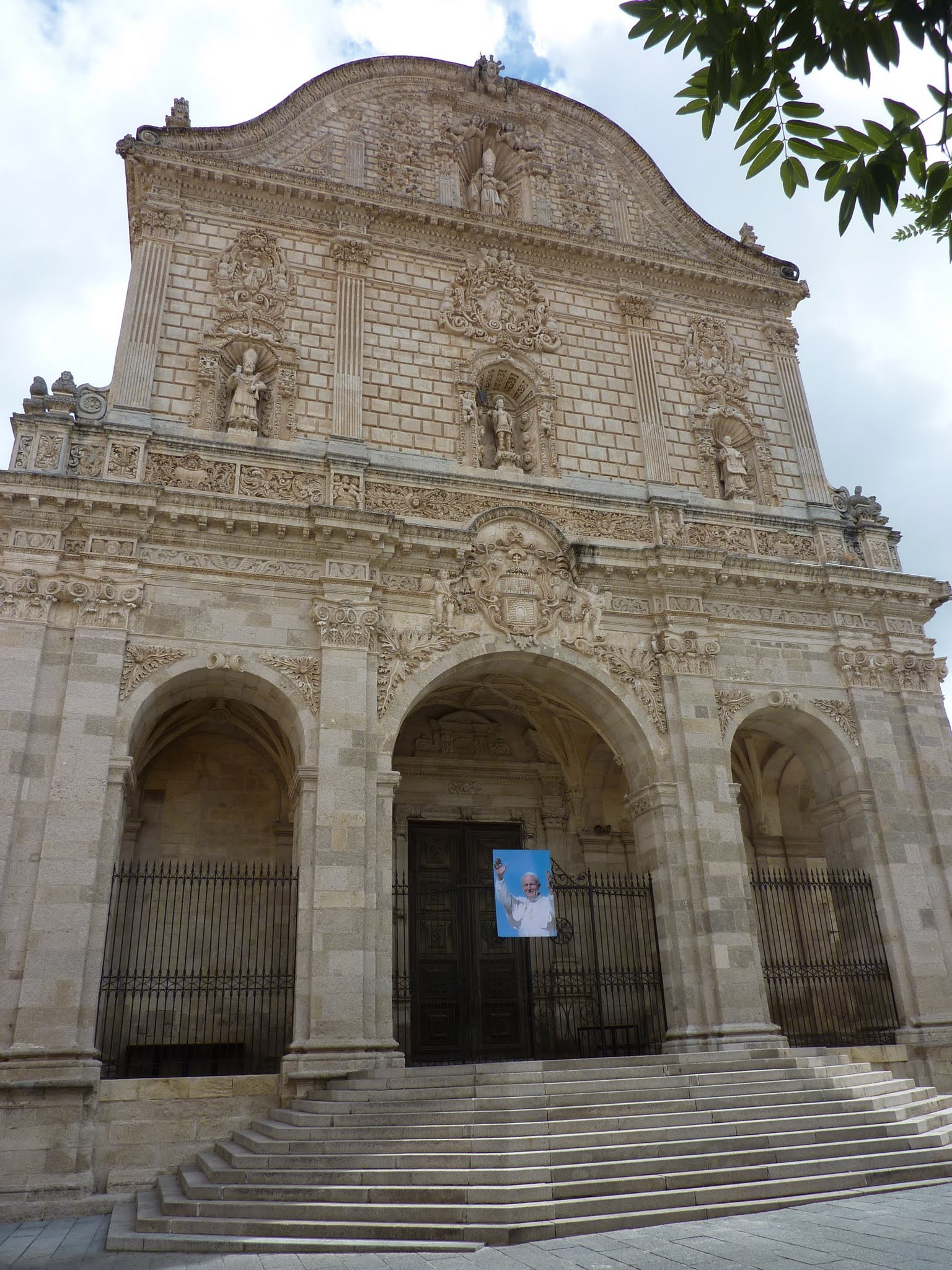
Der Dom von Sassari,
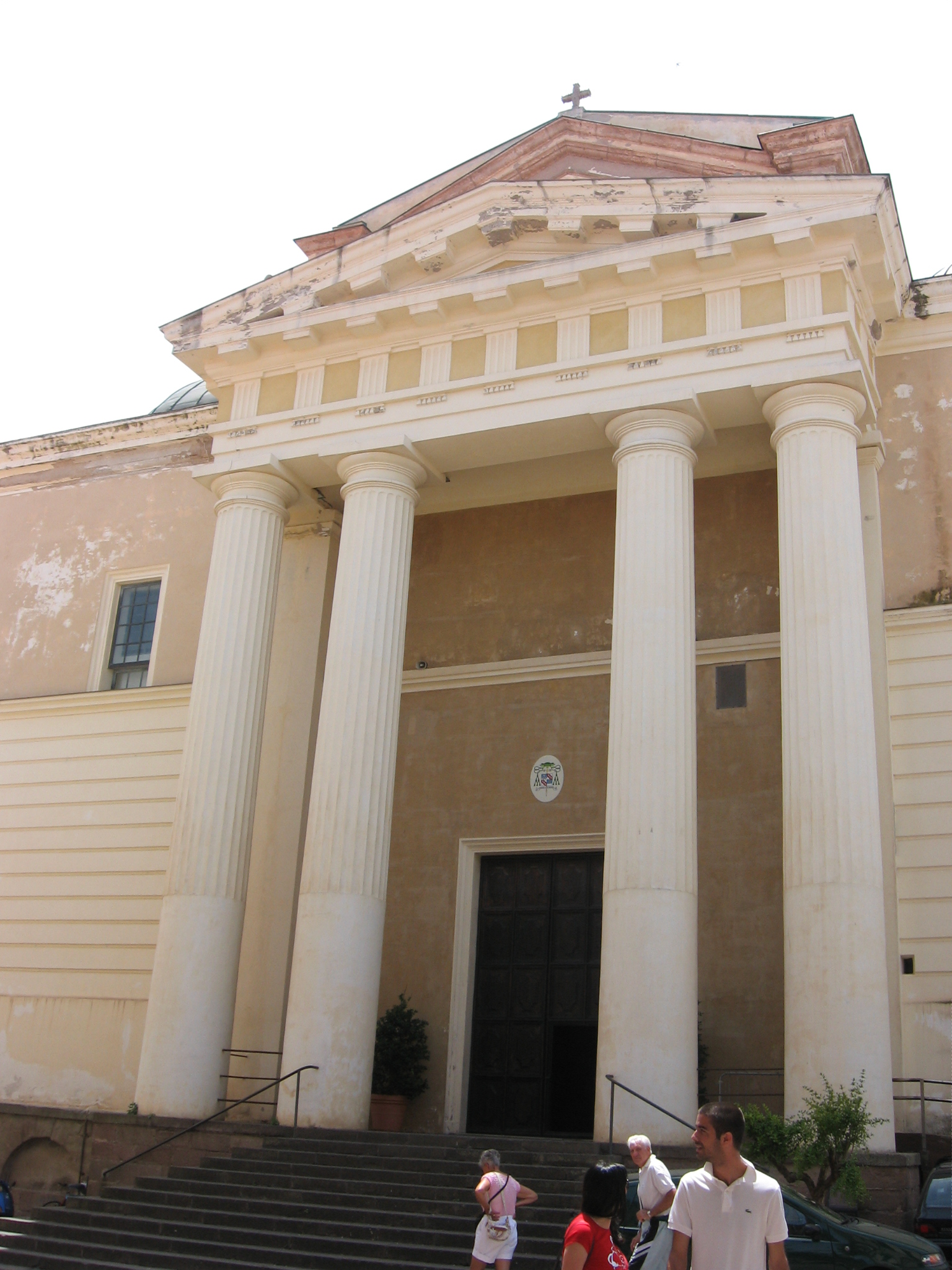
… Alghero,
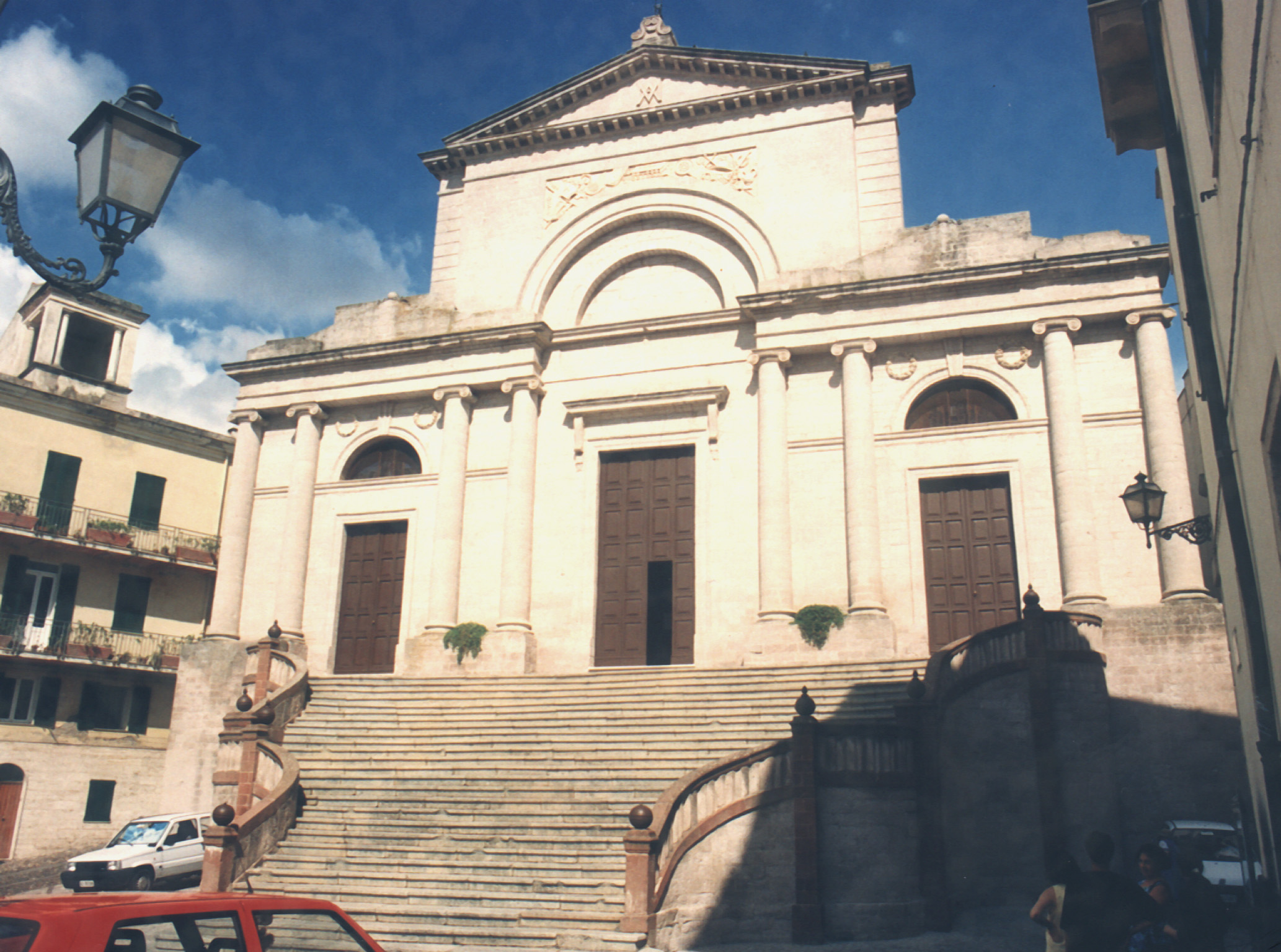
… Ozieri
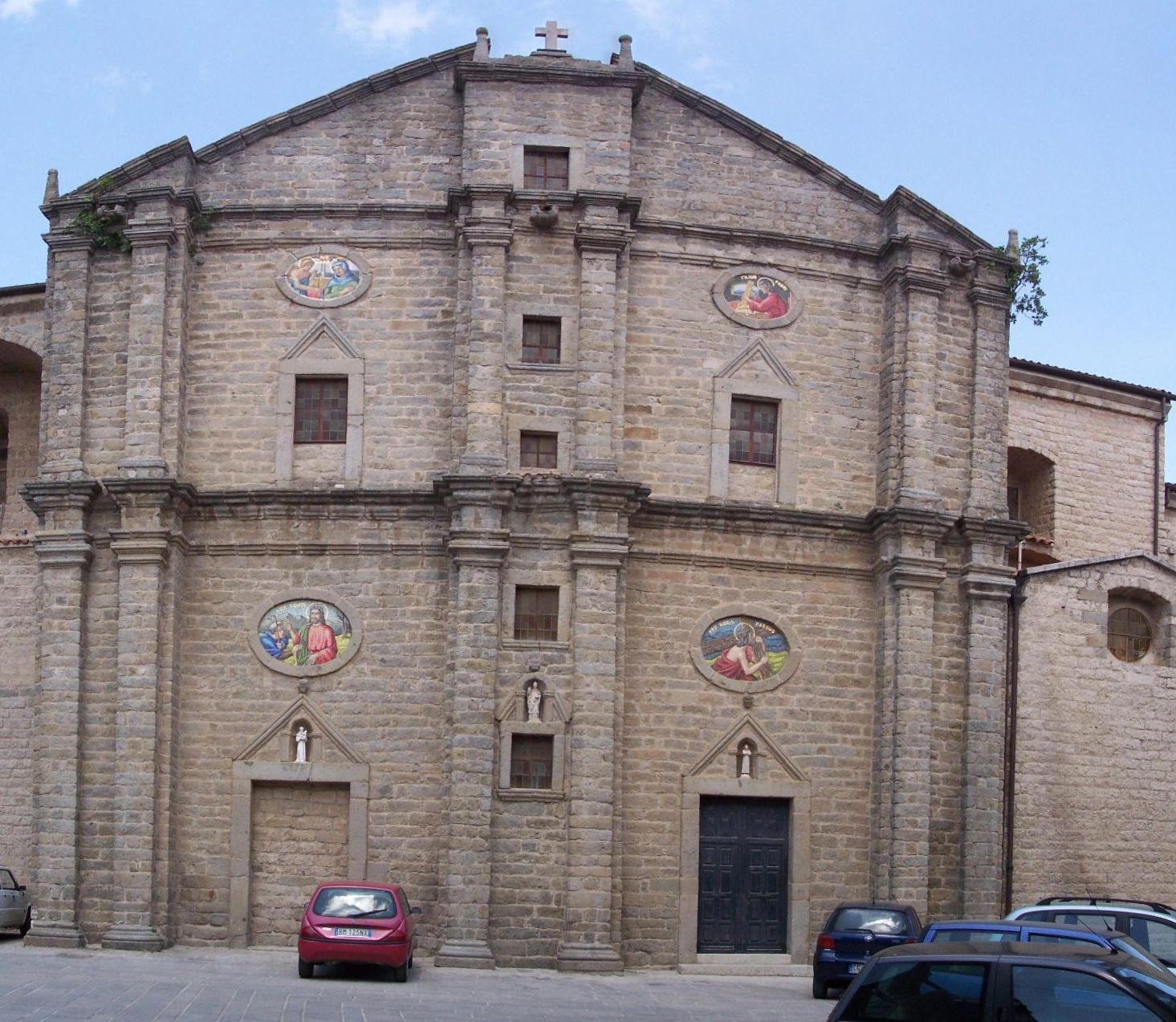
… und Tempio.